# Joseph Frantz
Pour les articles homonymes, voir Frantz.
Joseph Frantz, né le 7 août 1890 à Beaujeu (Rhône) et mort le 12 septembre 1979 à Paris, est un aviateur français de la Première Guerre mondiale, célèbre pour avoir participé au premier combat aérien victorieux de l’histoire.

## Biographie

### Débuts
Joseph Frantz apprend à piloter en 1910 et obtient son brevet de pilote, le 3 février 1911, à Mourmelon. Engagé par la maison Robert Savary, constructeur de biplan, il commence sa carrière comme pilote d'essai juste avant la Grande Guerre. Il participe à de nombreux concours et événements, concours militaire en 1911, coupe Pommery en 1912 et accumule les prouesses. Toujours en 1911, il établit le premier record du monde de durée avec deux passagers et réussit l'exploit de passer entre les deux tours de la cathédrale de Chartres. Il devient le chef-pilote de chez Savary.
Fin 1912, il est appelé au service militaire, au 151e régiment d'infanterie à Verdun,. Il passe dans le génie. Il continue à piloter à Chartres pendant ses permissions. Le 13 septembre 1913, il participe aux grandes manœuvres aéronautiques à Toulouse sur avion Breguet. En 1913, il établit le record d'altitude avec trois passagers.

### Première Guerre mondiale
En 1914, il est affecté à l’escadrille de reconnaissance aérienne escadrille V 24 (comme Dieudonné Costes, autre futur célèbre aviateur), basée en septembre sur le terrain de Lhéry (Marne). Nommé sergent le 6 août 1914, il se distingue le 5 octobre 1914 en remportant la toute première victoire aérienne de l’histoire mondiale de l’aviation, avec son mécanicien et mitrailleur Louis Quenault, au-dessus du point de jonction des communes de Jonchery-sur-Vesle, de Prouilly et de Muizon, au lieu-dit La Tuilerie à Muizon 49° 16′ 29″ N, 3° 53′ 30″ E, à quelques kilomètres au sud-ouest de Reims. Frantz pilote leur biplan Voisin III à moteur Salmson, tandis que Quénault abat avec sa mitrailleuse Hotchkiss, un Aviatik B.I allemand en quarante-sept balles. L'équipage était composé du sergent Wilhelm Schlichting, pilote, et du sous-lieutenant Fritz von Zangen, observateur aérien. Contrairement à une légende selon laquelle la presse de l'époque aurait escamoté, à cause de sa consonance germanique, le nom du vainqueur, Le Temps et le Figaro, par exemple, rapportent celui-ci fidèlement dès le 8 octobre,.
L’année suivante, toujours sur avion Voisin, Frantz descendit un second appareil.[réf. souhaitée]
Il met ensuite ses qualités d'ingénieur et de pilote d'essai au service de la firme Voisin et met au point douze prototypes d'avions dont le biplan quadrimoteur Voisin de 37 mètres d'envergure.

### Entrepreneur
En 1920, il crée une entreprise de réparation de moteurs d’avions à Boulogne-Billancourt. Cet atelier évolue en 1924 vers le traitement de surface des métaux.

### Seconde Guerre mondiale
Mobilisé de nouveau en 1939, il commande un groupe de transport basé à Bordeaux. En 1940, il suspend l’activité de son entreprise pour ne pas être contraint de participer à l’effort de guerre de l’occupant. À la Libération, l'activité reprend et, au début des années 1960, ses deux fils développent sous sa direction un deuxième site voisin des usines Renault à Boulogne-Billancourt.

## Associations

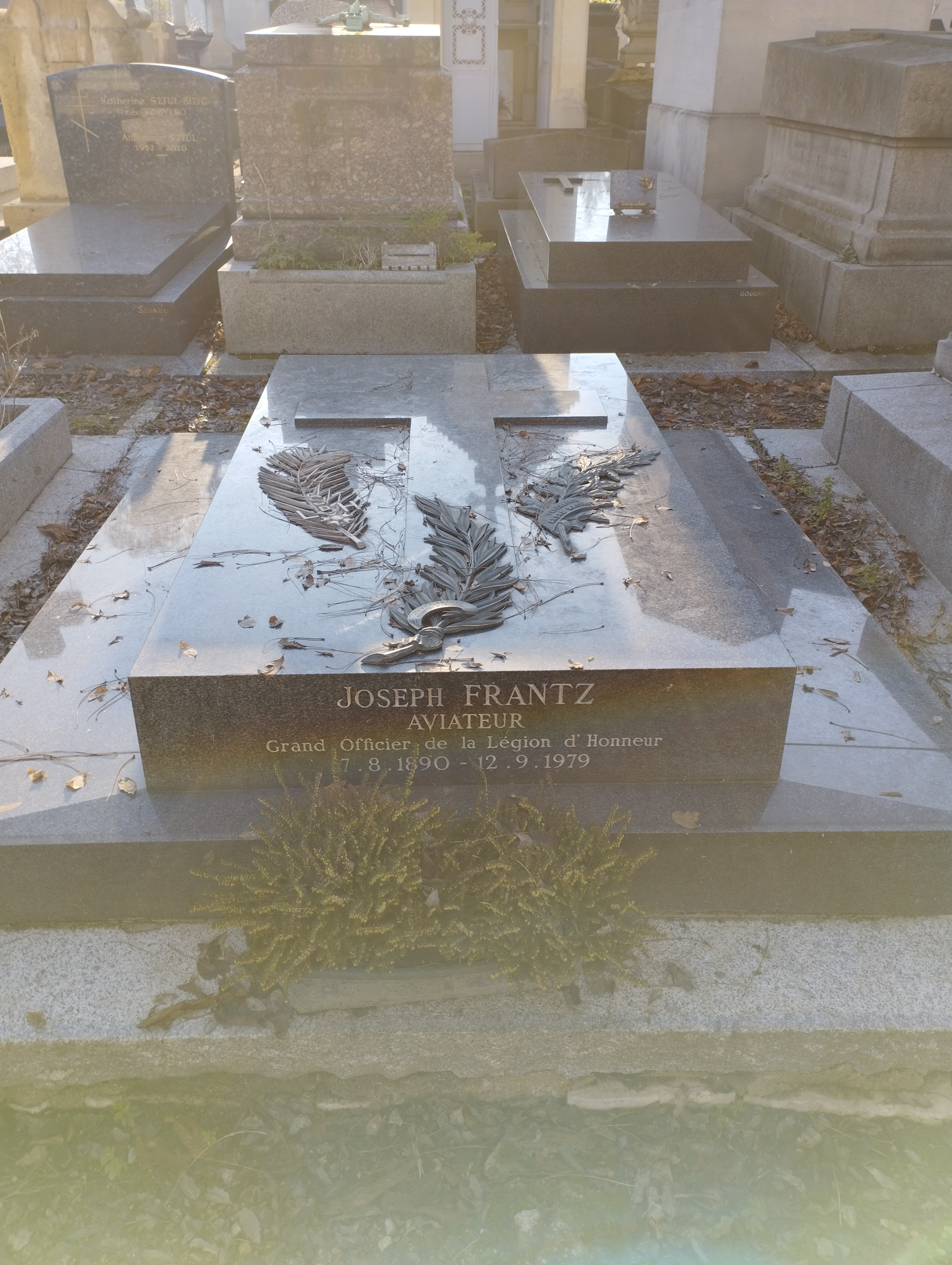
Tombe de Joseph Frantz au cimetière du Montparnasse (division 13).

Il fut le président fondateur de l'association des « Vieilles Tiges » et créa la revue Pionniers, Revue aéronautique trimestrielle des Vieilles Tiges dont le premier numéro parut le 15 juillet 1964.
Il pilota jusqu'à l'âge de quatre-vingts ans. Joseph Frantz s'est éteint à Paris le 12 septembre 1979 à l'âge de quatre-vingt-neuf ans. Ses obsèques se déroulèrent en la cathédrale Saint-Louis-des-Invalides, et il est inhumé au cimetière du Montparnasse (division 13).

## Distinctions
- Grand officier de la Légion d'honneur
- Médaille militaire
- Croix de guerre 1914–1918
- Médaille de l'Aéronautique

## Hommages
- La ville de Beaujeu a fait poser une plaque commémorative sur sa maison natale au 99 rue de la République le 25 octobre 1980.
- Une Place Joseph Frantz existe à Boulogne-Billancourt, où Frantz a obtenu sa propre licence de pilote.
- Un plaque commémorative retracant le récit du combat aérien ainsi que les bustes de Frantz et Quenault sont exposés au lavoir près de la gare de Jonchery-sur-Vesle.
- La médiathèque de Jonchery-sur-Vesle est nommée Médiathèque Frantz et Quenault en hommage aux deux aviateurs.